# Avellaners del Cuca
Els Avellaners del Cuca és un bosc del terme municipal de Monistrol de Calders, al Moianès.
Aquest bosc de pins -no hi queda res dels avellaners que donaren nom al lloc- és a l'extrem sud-oest del Bosc Mitger, al lloc on enllaça amb el Pla del Sant, que és al sud-oest, i amb les Esqueroses, a ponent. Un modern tallafocs, obert a ran del gran foc forestal del 2003 talla pel mig aquest paratge.